# Pintura barroca espanhola

Diego Velázquez: As Meninas ou La familia de Felipe IV, 1656, Museo del Prado, Madrid

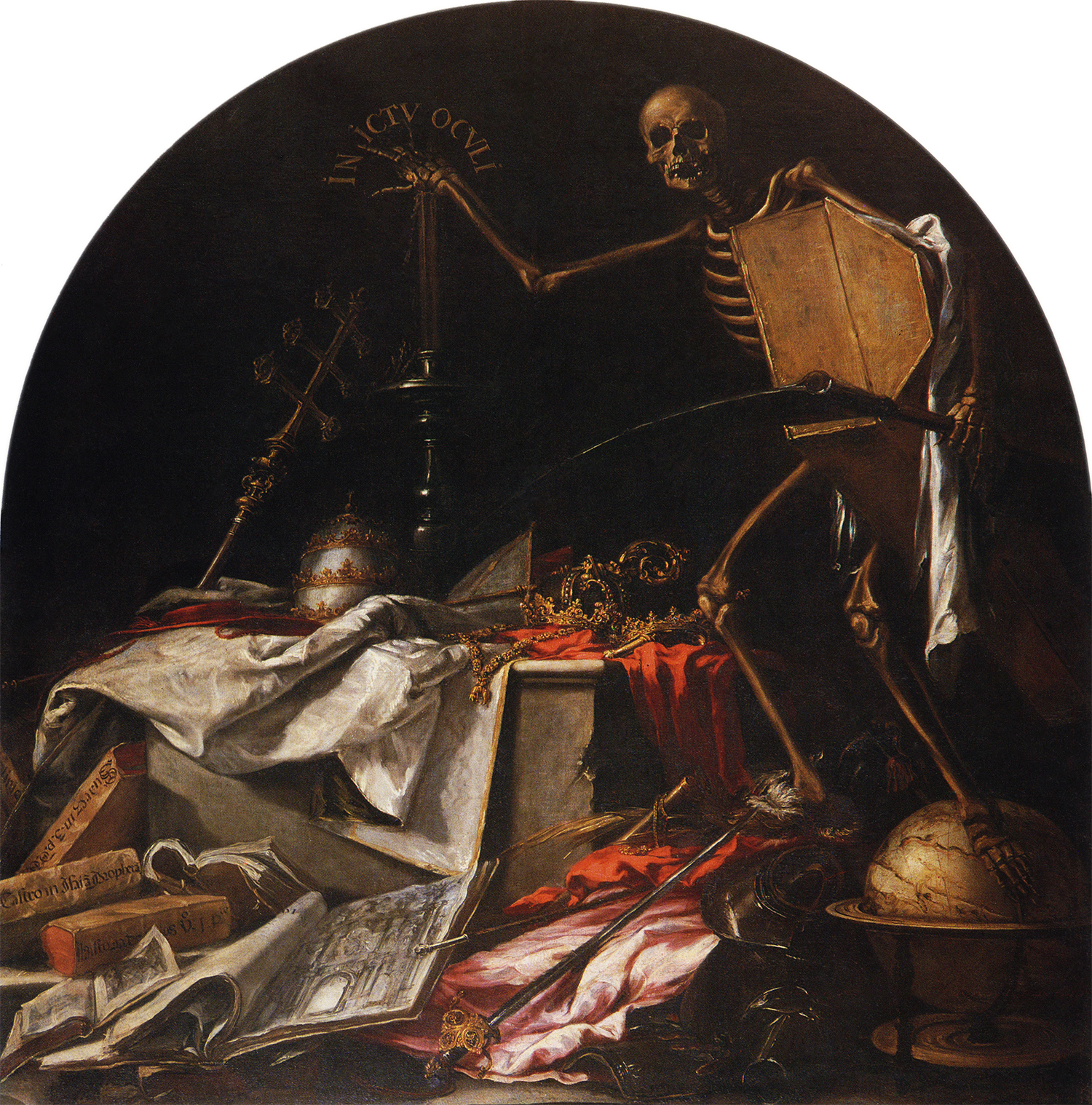
Juan de Valdés Leal: In ictu oculi, um dos Novíssimos do Homem, 1672, Hospital de la Caridad, Sevilha

Pintura do Barroco Espanhol se refere ao estilo de pintura que se desenvolveu na Espanha ao longo do século XVII e na primeira metade do século XVIII. O estilo surgiu nas pinturas do início do século XVII e surgiu em resposta às distorções maneiristas e à idealização da beleza em excesso, que apareceram nas pinturas do início do século XVII. Seu principal objetivo era, acima de tudo, permitir que o espectador compreendesse facilmente as cenas retratadas nas obras por meio do uso do realismo e, ao mesmo tempo, atender às exigências de "decoro" da Igreja Católica durante a Contra-Reforma.
O naturalismo típico dos Caravaggisti na Itália e a iluminação dramática do Tenebrismo, que foi introduzido na Espanha após 1610, viriam a moldar o estilo dominante de pintura na Espanha na primeira metade do século XVII. Mais tarde, o estilo foi influenciado pelo Barroco flamengo considerando que os Habsburgo governavam os Países Baixos Espanhóis durante esse período. A chegada do pintor flamengo Peter Paul Rubens à Espanha, que visitou o país em 1603 e 1628, também teve alguma influência na pintura espanhola. No entanto, foi a profusão de suas obras, bem como as de seus alunos, que viria a ter um impacto ainda maior a partir de 1638. A influência de Ruben foi posteriormente combinada com a técnica usada por Ticiano, que incorporava pinceladas soltas e contornos quebrados; a fusão dessas influências foi fundamental para a criação das obras de Diego Velázquez, o artista de maior prestígio do período.
A combinação de influências flamengas, as novas tendências artísticas da Itália, a chegada dos pintores de afrescos Agostino Mitelli e Angelo Michele Colonna em 1658, bem como a chegada de Luca Giordano em 1692, levariam ao auge do período barroco, caracterizado por seu dinamismo e inovação, na segunda metade do século XVII. Apesar de a Espanha ter sido especialmente atingida pela Crise Geral do século XVII, esse período é conhecido como a Idade de Ouro da Pintura Espanhola, devido à grande quantidade, qualidade e originalidade dos artistas de classe mundial que surgiram na época.

## Características

### Patronos

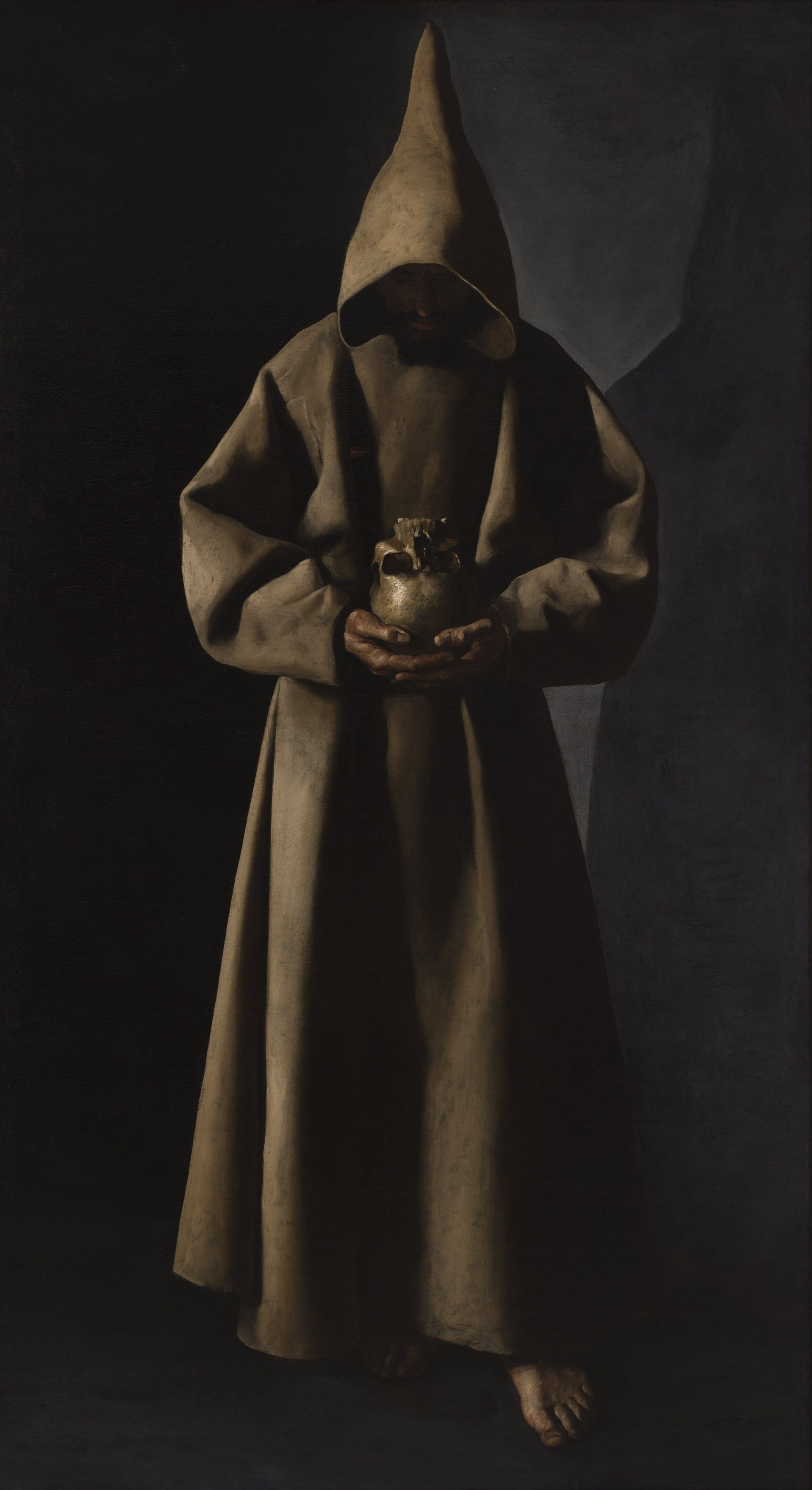
Francisco de Zurbarán: Saint Francis of Assisi in His Tomb, 1630–34, oil on canvas, 80 × 44 cm, Museu de Arte de Milwaukee

A principal clientela dos artistas consistia na Igreja Católica e nas instituições ligadas a ela (confraternidades e irmandades), bem como naquelas que encomendavam pinturas para suas capelas e fundações. As pinturas religiosas tiveram grande importância, pois foram encomendadas pela Igreja Católica para serem usadas durante a Contra-Reforma. Os pintores contratados pela Igreja tinham que obedecer às limitações e à supervisão dos reitores da Igreja, que determinavam tanto o tema das pinturas quanto a maneira como o tema seria retratado: os contratos frequentemente indicavam os modelos que o pintor deveria seguir, e a aprovação final das pinturas tinha que ser dada pelo prior.  Por outro lado, trabalhar para a Igreja não só proporcionava aos pintores uma fonte de renda considerável, mas também a oportunidade de ganhar prestígio social, pois lhes permitia exibir seu trabalho em público.
A Corte Real na Espanha também encomendava pinturas, com Filipe IV da Espanha, em particular, fornecendo um "verdadeiro patrocínio" aos pintores.. 

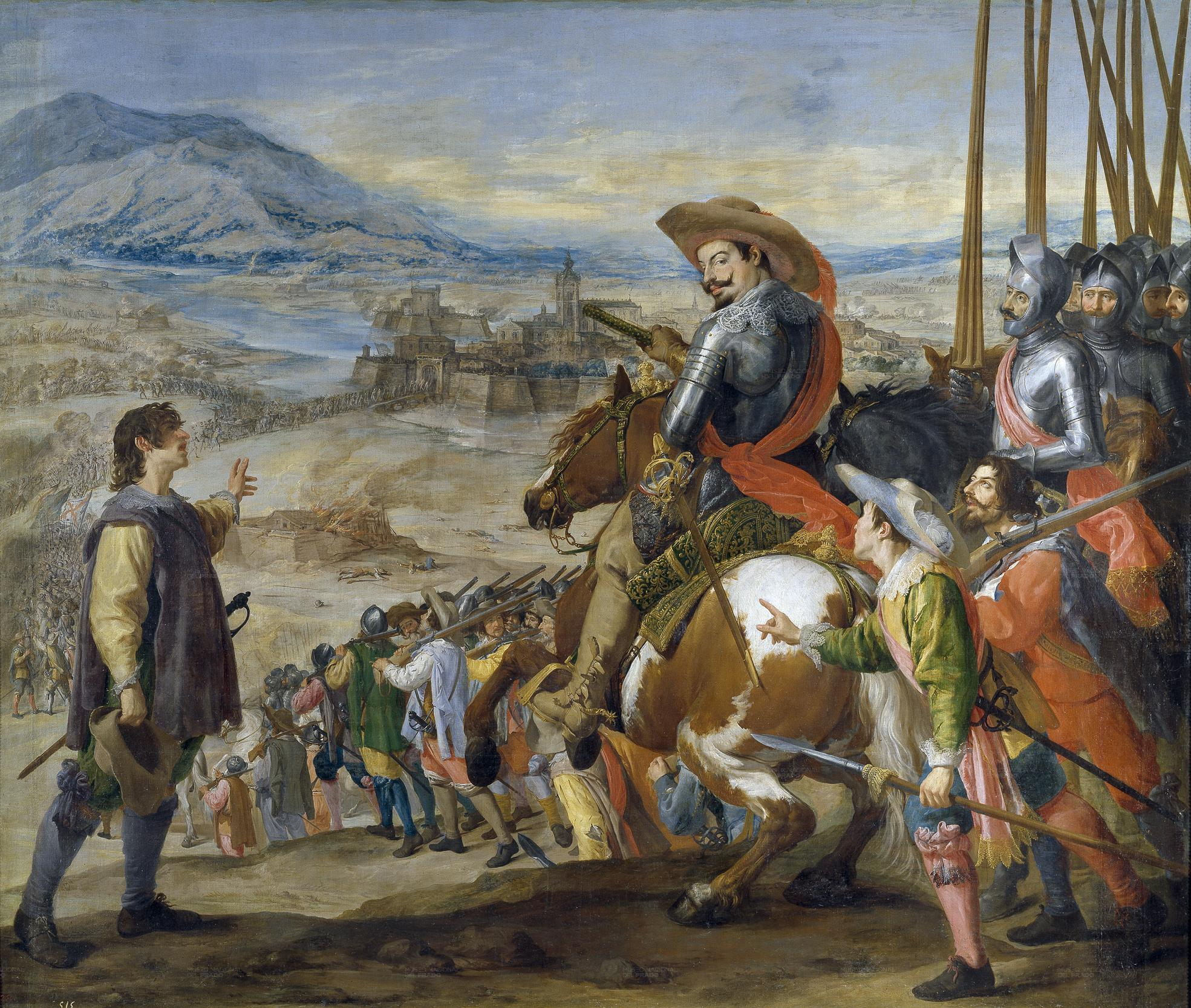
Jusepe Leonardo painted Taking of Breisach for the Salão dos Reinos; 1635, Museo del Prado

A necessidade urgente de decorar o recém-construído Palácio do Bom Retiro deu origem a importantes encomendas. Os pintores espanhóis foram encarregados da decoração do Salão dos Reinos: Os retratos equestres de Velázquez, uma série de pinturas de arte militar, com as vitórias recentes dos exércitos de Felipe IV, e a série de Francisco de Zurbarán representando os Os Doze trabalhos de Hércules estavam entre as obras que receberam contribuições. Artistas estrangeiros que trabalhavam em Roma, como Claudio de Lorena e Nicolas Poussin, foram contratados para produzir duas séries de pinturas para a Galeria de Paisagens.  Pintores que trabalhavam em Nápoles, como Giovanni Lanfranco e Domenichino, foram contratados para criar mais de trinta pinturas que retratavam a história de Roma, uma coleção à qual pertence a pintura Mulheres Gladiadoras, de José de Ribera.
Como era proibido transferir pinturas entre palácios reais, e dada a pressa de Gaspar de Guzmán em terminar a decoração do Palácio do Retiro, muitas obras foram compradas de colecionadores particulares, até que o número de pinturas penduradas nas paredes do palácio totalizou cerca de 800. Velázquez estava entre esses vendedores de arte: em 1634, ele vendeu ao rei as pinturas A Túnica de José e Apolo na Forja de Vulcano, que ele havia pintado na Itália, juntamente com as obras de outros, incluindo quatro paisagens, duas naturezas-mortas, duas pinturas de flores e uma cópia de "Danae" de Ticiano.

## Temas

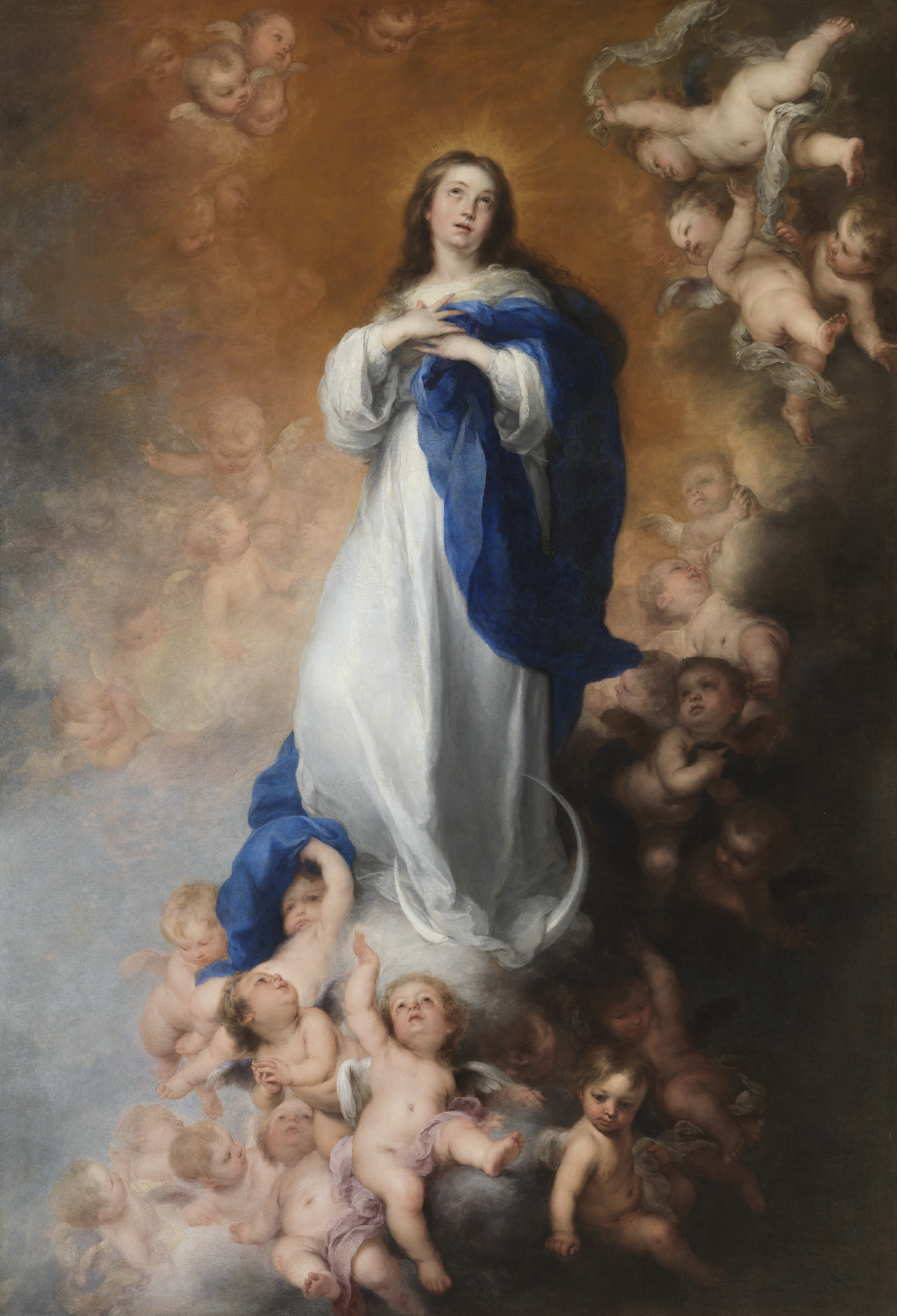
Imaculada Conceição dos Veneráveis por Bartolomé Esteban Murillo; 1678, Museo del Prado.

### Religiosos
Francisco Herrera, o pintor barroco espanhol com quem Velázquez estudou, acreditava que o objetivo final da pintura era inspirar devoção religiosa no espectador, aproximando-o de Deus. 
Com o surgimento do protestantismo e sua crescente relutância em adorar certos símbolos religiosos associados ao catolicismo, a Igreja incentivou ainda mais as representações da veneração de Virgem Maria, bem como de São José (incentivada por Teresa de Ávila). A Imaculada Conceição é um motivo religioso característico da Espanha que aparece frequentemente em pinturas, com o país, liderado pela monarquia, determinado a defender essa doutrina, que ainda não havia sido estabelecida pelo Papa. Por motivos semelhantes, as representações da Santa Comunhão e os temas eucarísticos ganharam importância crescente (exemplificados na Adoración de la Sagrada Forma de Claudio Coello em El Escorial).

### Seculares

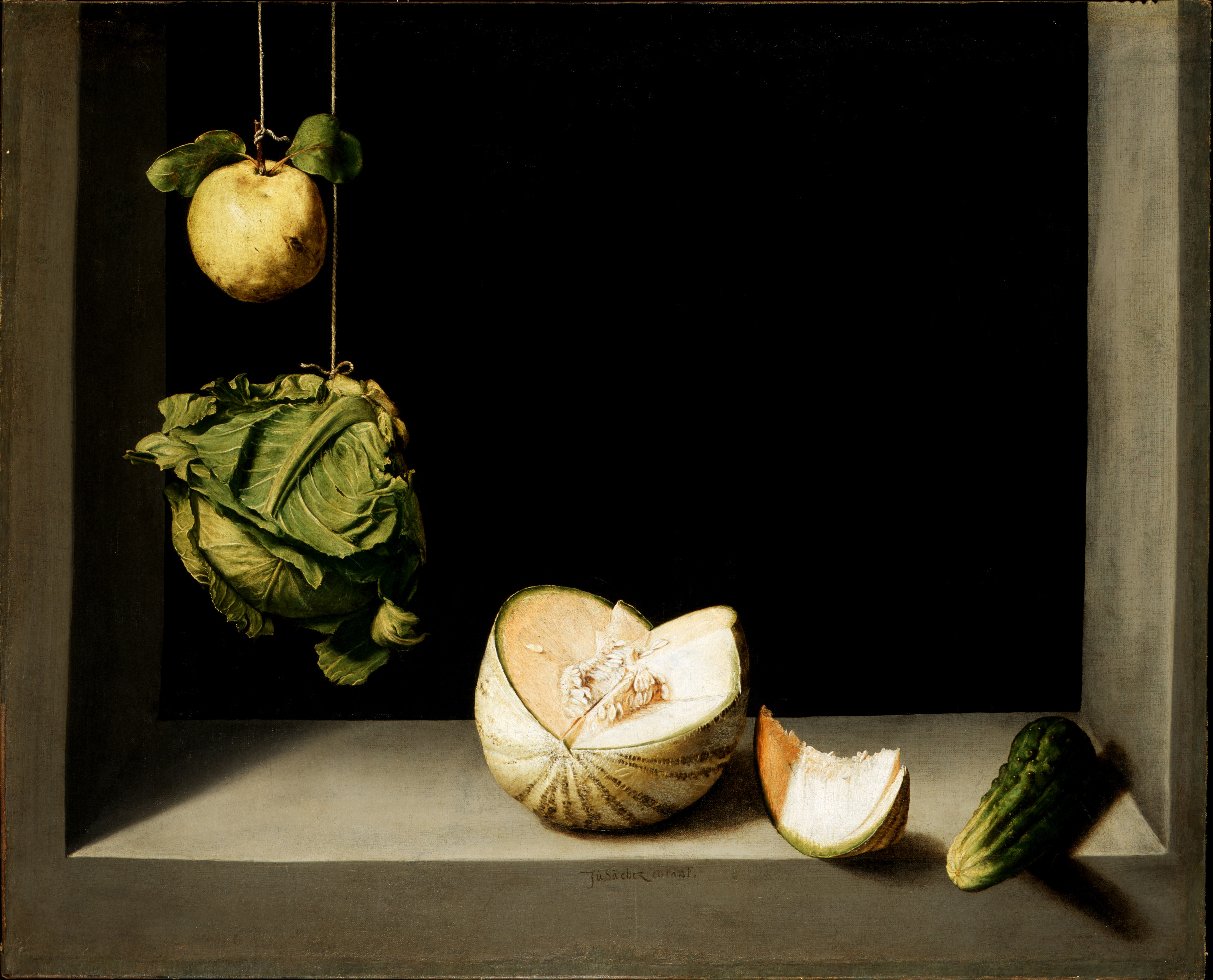
Natureza morta com marmelo, repolho, melão e pepino: Juan Sánchez Cotán, 1602, San Diego Museum of Art.

Outros temas, como Naturezas-Mortas e retratos, também se desenvolveram durante esse período: uma escola espanhola pode ser reconhecida devido às características distintas das pinturas que pertencem a esses temas. A estética severa das pinturas espanholas de natureza-morta contrasta com as obras luxuosas da flamenga: a partir da obra de Juan Sánchez Cotán, a natureza-morta espanhola passou a ser definida como tendo composições simples e geométricas, com linhas rígidas e iluminação tenebrista. Sánchez Cótan obteve tanto sucesso que muitos outros pintores de naturezas-mortas seguiram o exemplo: Entre eles estão Felipe Ramírez, Alejandro de Loarte, o pintor da corte Juan van der Hamen y León, Juan Fernández, el Labrador, Juan de Espinosa, Francisco Barrera, Antonio Ponce, Francisco Palacios, Francisco de Burgos Mantilla, entre outros.
A Escola de Sevilha também ajudou a definir as características da natureza-morta espanhola, liderada por Velázquez e Zurbarán. Exemplos do impacto da pintura flamenga na natureza-morta espanhola podem ser encontrados nas pinturas de flores de Juan de Arellano e nas Vanitas de Antonio de Pereda e Juan de Valdés Leal. 

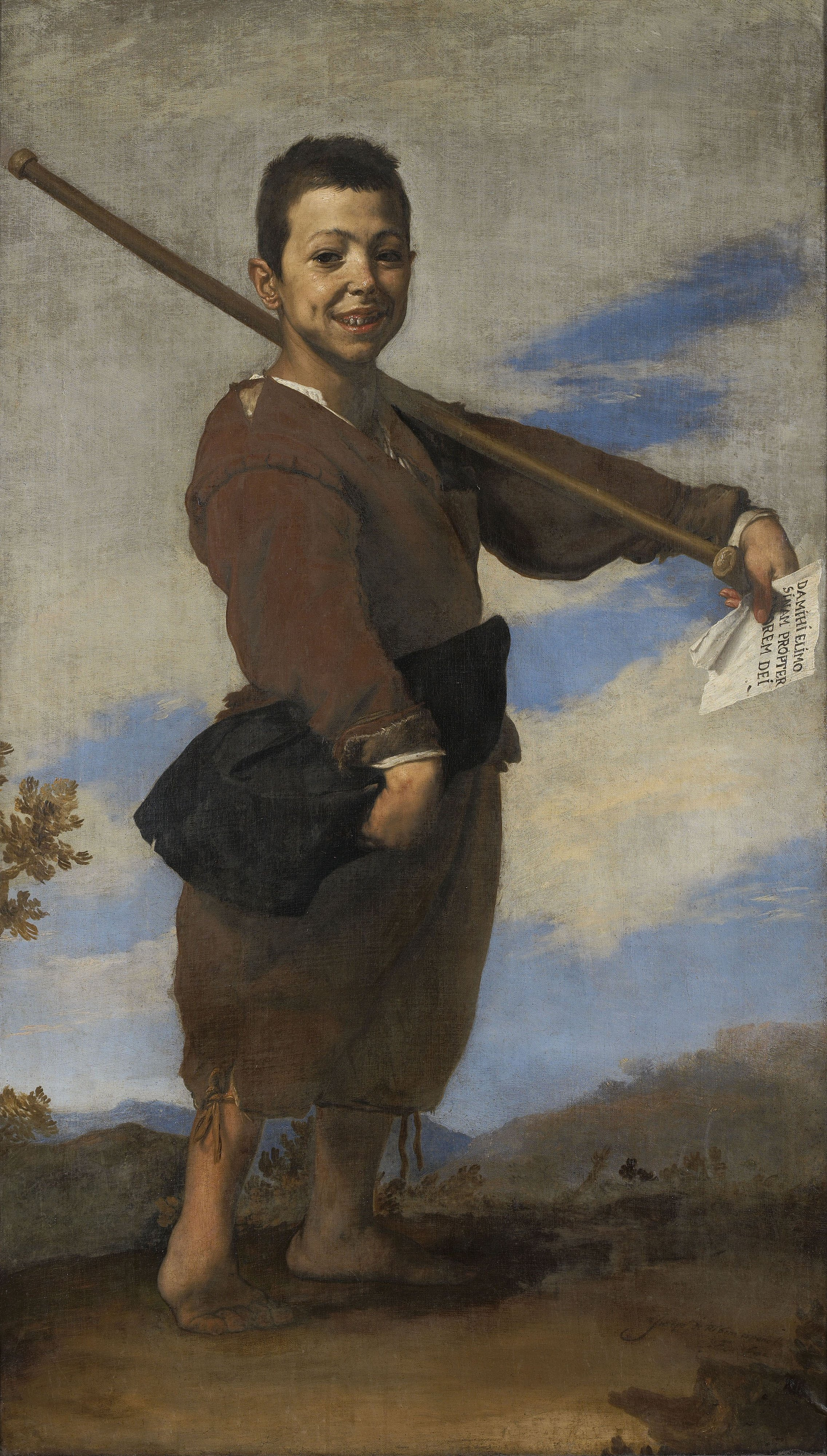
The Clubfoot, de José de Ribera, 1642, Louvre

O retrato do período barroco espanhol contrastava muito com os retratos extravagantes encomendados por outras cortes europeias. A figura de El Greco foi decisiva para a consolidação do método usado para produzir retratos durante esse período. O retrato espanhol tem suas raízes, por um lado, na escola italiana (Ticiano) e, por outro, nas pinturas hispano-flamengas de Antonio Moro e Sánchez Coello.

## Escolas (século XVII)

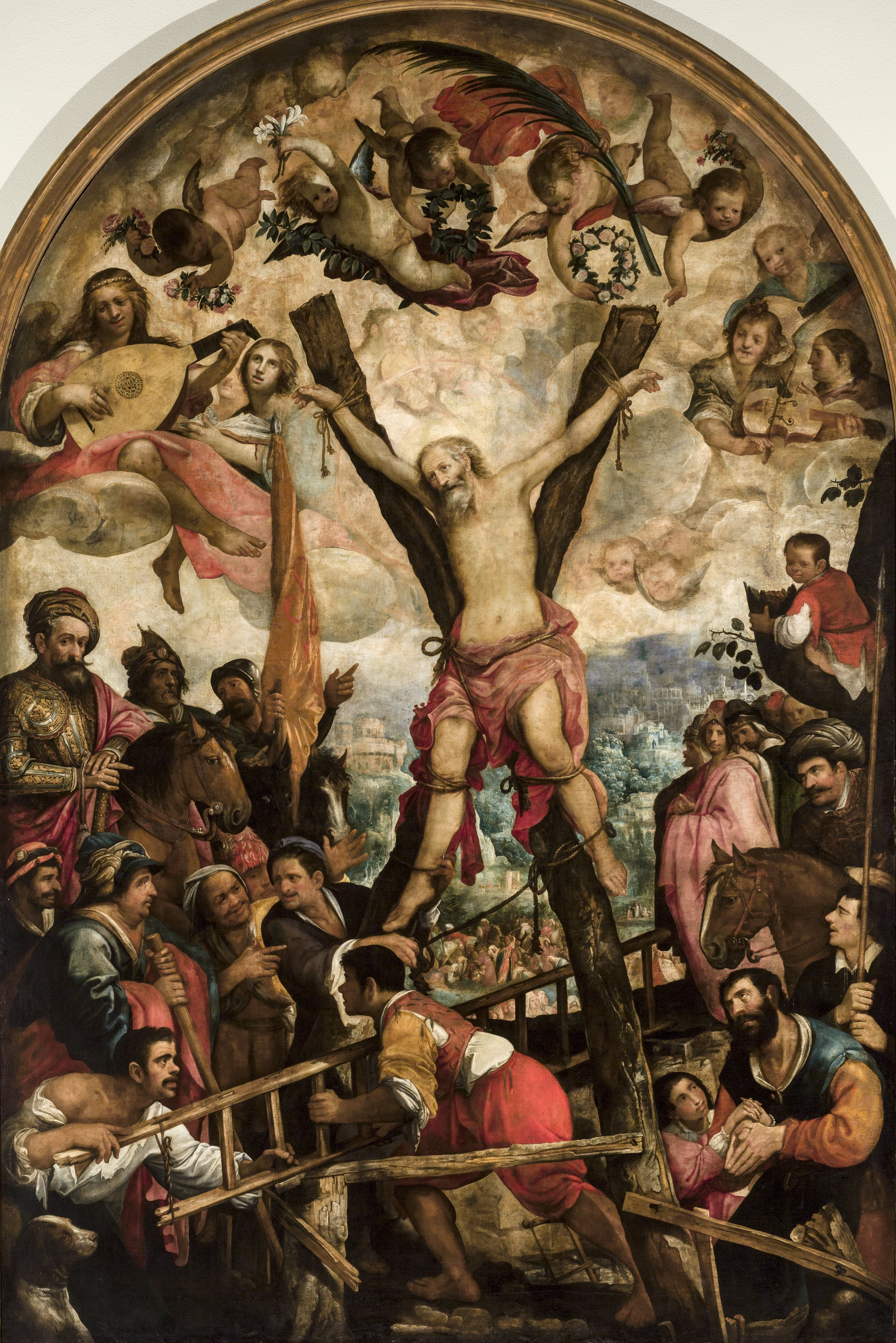
Martirio de San Andrés, Juan de Roelas, 1609-1613, Museu de Bellas Artes de Sevilha

### Escola Madrilenha
No começo do século XVII trabalharam em Madri e Toledo uma série de pintores diretamente relacionados com os artistas italianos que vieram trabalhar ano Monastério de El Escorial; os exemplos paradigmáticos são Eugenio Cajés (1575-1634) e Vicente Carducho (1576/1578-1638). Na escola do Escorial se formaram também Juan Sánchez Cotán e Francisco Ribalta. Influenciados pela presença em Madri de Orazio Borgianni e das pinturas de Carlo Saraceni, adquiridas para a catedral de Toledo pelo Cardeal Bernardo de Sandoval y Rojas, tratavam os temas religiosos com maior realismo que a pintura imediatamente anterior: Juan van der Hamen (1596-1631), Pedro Núñez del Valle e Juan Bautista Maíno (1578-1649).
Entre as figuras que representam a transição do tenebrismo para o barroco pleno estão Juan Andrés Ricci (1600-1681) e Francisco de Herrera, o Jovem (1627-1685). O auge do é representado por Francisco Rizi (1614-1685) e Juan Carreño de Miranda (1614-1685). A última grande figura do barroco madrilenho é Claudio Coello (1642-1693), pintor da corte.

### Escola Toledana
Em Toledo se sobressaiu Juan Sánchez Cotán (1560?-1627), pintor eclético famoso por seus bodegones harmônicos e ordenados.  Outros artistas toledanos destacados foram Luis Tristán e Pedro Orrente.

### Escola Valenciana
Os tenebristas Francisco Ribalta (1565-1628) e José de Ribera (1591-1652) foram expoentes da chamada escuela valenciana.

### Escola Andaluza
No começo do século,  em Sevilha, cidade então em seu auge econômico, era dominante uma pintura tradicional com influências flamencas, cujo maior representante era  o maneirista Francisco Pacheco del Río. Outros artistas foram Francisco de Zurbarán, Alonso Cano e Bartolomé Esteban Murillo.

## século XVIII
Durante as primeiras décadas do século XVIII, as formas barrocas persistiram na pintura até o surgimento do estilo rococó, influenciado pela França, em meados do século. A chegada dos Bourbons trouxe um grande fluxo de artistas estrangeiros para a corte, como Jean Ranc, Louis-Michel Van Loo e Michel-Ange Houasse. Entretanto, nas áreas periféricas, o trabalho iniciado pelas principais escolas do século XVII continuou: em Sevilha, por exemplo, os discípulos de Murillo continuaram seu estilo quase até 1750. Vale a pena observar que, fora da corte, o clero e a nobreza regional permaneceram fiéis à estética barroca, e houve uma continuidade ininterrupta das formas artísticas até o século XVIII.

## Pintura barroca nas Colônias Espanholas da América
No campo da pintura, o Novo Barroco Espanhol teve grandes artistas cujas obras estão em museus como o Museu do Vice-Reinado em Tepotzotlán, o Museu El Carmen em San Ángel, o Museu Santa Mónica em Puebla e a Catedral Metropolitana da Cidade do México.
Entre os artistas mais ilustres estavam:
- Mestre de Calamarca
- Miguel Cabrera
- Juan Correa
- Cristóbal de Villalpando
- Simón Pereyns
- Juan Rodríguez Juárez
- Baltasar de Echave Orio

## Artistas
| - Alonso Cano - Antonio de Pereda - Antonio Palomino - Alonso Sánchez Coello - Bartolomé Esteban Murillo - Claudio Coello - Diego Velázquez - Francisco de Zurbarán - Francisco Herrera - Francisco Herrera, o Jovem - Francisco Pacheco del Río - Francisco Ribalta - Francisco Rizi | - Gregorio Vásquez de Arce y Ceballos - José de Ribera - Juan Bautista Maíno - Juan Carreño de Miranda - Juan de Arellano - Juan de Roelas - Juan de Valdés Leal - Juan Sánchez Cotán - Juan van der Hamen - Luis Tristán - Miguel Cabrera - Sebastián López de Arteaga |  |